# Houston Museum of Natural Science
Lo Houston Museum of Natural Science (in italiano Museo di Scienze Naturali di Houston), abbreviato HMNS, è un museo di scienze naturali situato a Houston, in Texas.
Fu fondato nel 1909 dalla Houston Museum and Scientific Society, un'organizzazione il cui obiettivo era di fornire una libera istituzione per gli abitanti di Houston finalizzata all'educazione ed alla scienza. 
Il museo accoglie oltre due milioni di visitatori ogni anno ed è uno dei più popolari negli Stati Uniti.

## Storia
L'organizzazione museale iniziale fu denominata Houston Museum and Scientific Society Inc. e fu creata nel 1909. La collezione principale del museo fu acquisita tra il 1914 e il 1930. Ciò incluse l'acquisto di una collezione di storia naturale assemblata da Henry Philemon Attwater e una donazione del collezionista John Milsaps, quest'ultima delle quali costituì il nucleo della collezione di gemme e minerali del museo. Inizialmente conservata nell'auditorium della città di Houston, la collezione fu successivamente ospitata nella Biblioteca Centrale per sette anni, e poi in un sito nello zoo di Houston nel 1929. I programmi educativi di ampio respiro del museo iniziarono nel 1947.

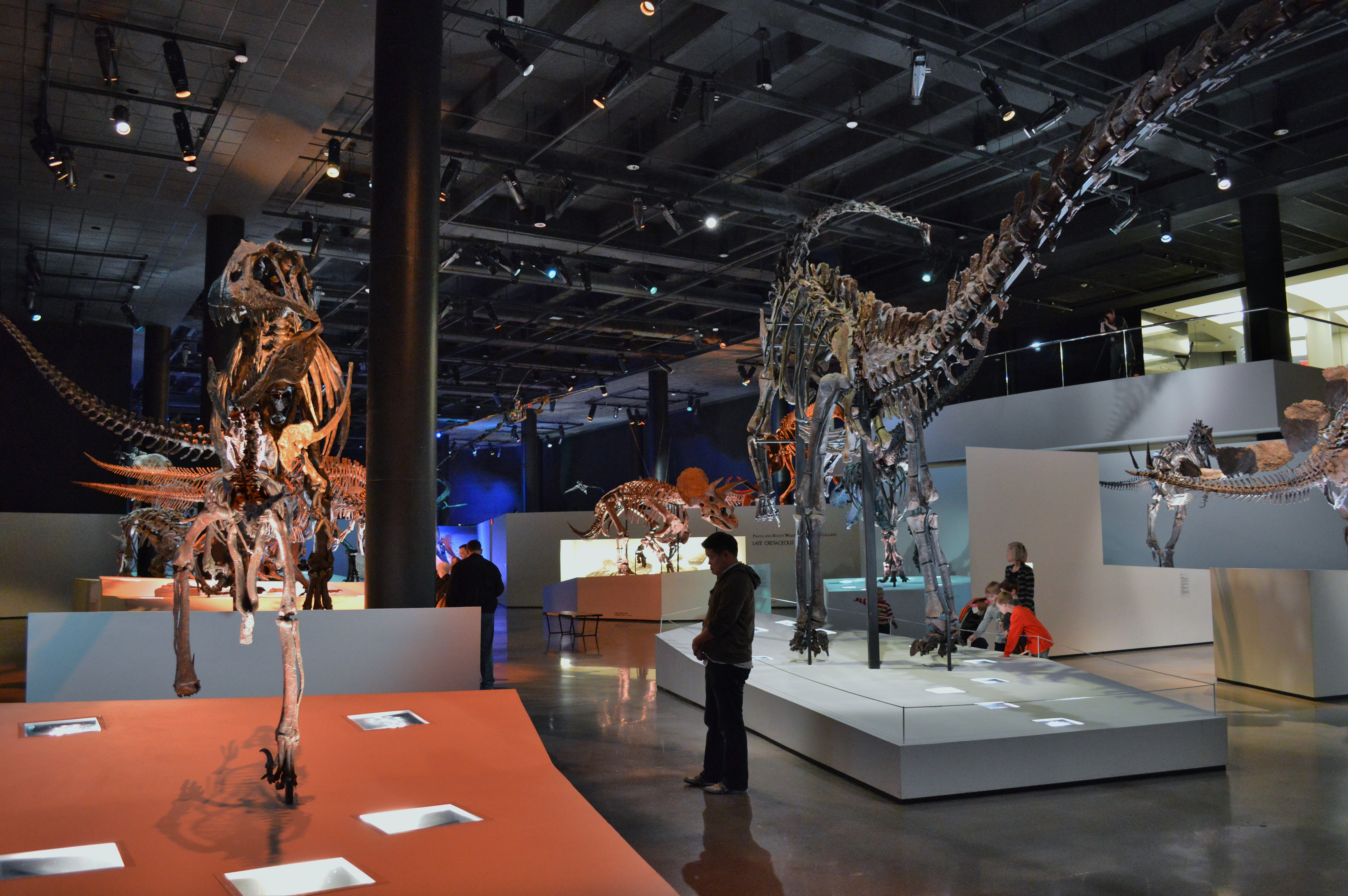
Sala Morian di paleontologia

Il museo fu ufficialmente ribattezzato Houston Museum of Natural Science nel 1960. La costruzione dell'attuale struttura a Hermann Park iniziò nel 1964 e fu completata nel 1969.
Negli anni '80 le mostre permanenti del museo includevano una mostra di dinosauri, un museo spaziale e mostre di geologia, biologia, scienza del petrolio, tecnologia e geografia. Nel 1988 fu aperto il Challenger Learning Center in memoria dei membri dell'equipaggio dello Space Shuttle Challenger dispersi durante la decima missione dello shuttle. L'obiettivo del centro è insegnare ai visitatori l'esplorazione dello spazio. Il Wortham IMAX Theatre e l'Osservatorio George fuori sede furono aperti nel 1989. 
La partecipazione al museo registrò oltre un milione di visitatori nel 1990. I fiduciari di HMNS stabilirono che erano necessarie nuove strutture all'avanguardia, spazio aggiuntivo e ristrutturazioni per le mostre attuali a causa della maggiore presenza. Tra il 1991 e il 1994 furono rinnovate numerose sale espositive e fu completato l'ampliamento della Sterling Hall of Research. Il Cockrell Butterfly Center e la Brown Hall of Entomology vennero aperti nel luglio 1994. 
Nel marzo 2007 il museo aprì la stazione X-ploration HMNS Woodlands, struttura che fu chiusa due anni più tardi, meno di un mese prima che HMNS aprisse un museo satellite a Sugar Land, in Texas. 
Nel giugno 2012 fu inaugurata una nuova ala per ospitare la sala paleontologica. Il paleoartista Julius Csotonyi realizzò quattordici murales sulla base di disegni concettuali del curatore di paleontologia del museo Robert Bakker per la nuova sala di paleontologia. La Morian Hall di paleontologia contiene più di 60 grandi supporti scheletrici, tra cui tre Tyrannosaurus rex e tre grandi Quetzalcoatlus.

## George Observatory
| 29391 Knight         | 17 giugno 1996   |
| 33994 Regidufour     | 26 luglio 2000   |
| 41986 Fort Bend      | 29 dicembre 2000 |
| 57567 Crikey         | 14 ottobre 2001  |
| 58535 Pattillo       | 16 febbraio 1997 |
| 63307 Barbarawilson  | 21 marzo 2001    |
| 63387 Brazos Bend    | 29 aprile 2001   |
| 70995 Mikemorton     | 6 dicembre 1999  |
| 85471 Maryam         | 4 giugno 1997    |
| 95219 Borgman        | 8 febbraio 2002  |
| 97472 Hobby          | 6 febbraio 2000  |
| 111696 Helenorman    | 8 febbraio 2002  |
| 126183 Larrymitchell | 8 gennaio 2002   |
| 509018 Wiese         | 1º luglio 2005   |

Il museo sovraintende anche all'attività dell'osservatorio astronomico George situato nel parco di Brazos Bend. Il Minor Planet Center lo accredita per la scoperta di 180 asteroidi, effettuate tra il 1996 e il 2007.